# Fonda de San Luis
La Fonda de San Luis, y luego café de San Luis, fue una fonda de Madrid fundada en el siglo xix, situada al final de la calle de la Montera, junto a la Red de San Luis. Funcionando ya hacia 1815, tras un periodo cerrada, volvió a abrirse como café en 1847. Queda noticia de que su primer dueño fue un súbdito francés, y que entre sus huéspedes estuvo Washington Irving.
El antiguo edificio de la fonda y café fue ocupado luego por el Hotel Senator. Una lápida colocada en la nueva fachada, conmemorando el aniversario de la muerte de José María Iparraguirre, informa de que el poeta y compositor interpretó allí, por primera vez en España, el zorcico «Gernikako Arbola».